# Dede Allen
Pour les articles homonymes, voir Allen.
Dorothea Carothers Allen, dite Dede Allen, est une monteuse américaine, née le 3 décembre 1923 à ClevelandLes Gens du Cinéma, dans le Missouri, et décédée le 17 avril 2010 à Los Angeles.
Elle a exercé une grande influence sur le cinéma américain, notamment à partir de Bonnie et Clyde en 1967, dont le montage est, à l'époque, considéré comme révolutionnaire et lui a valu de nombreuses critiques avant de devenir une véritable référence de montage. Elle fait partie des premiers monteurs à avoir utilisé la technique qui consiste à faire commencer le son d'une séquence à la fin du plan précédent. En fait, elle transpose aux États-Unis des avancées cinématographiques qu'elle observe en Europe, en s'inspirant notamment de la Nouvelle Vague.

## Filmographie
- 1961 : L'Arnaqueur de Robert Rossen
- 1963 : America, America d'Elia Kazan
- 1967 : Bonnie & Clyde d'Arthur Penn
- 1968 : Rachel, Rachel de Paul Newman
- 1969 : Alice's Restaurant d'Arthur Penn
- 1970 : Little Big Man d'Arthur Penn
- 1972 : Abattoir 5 de George Roy Hill
- 1973 : Serpico de Sidney Lumet
- 1975 : Un après-midi de chien (Un Après-midi de chien) de Sidney Lumet
- 1975 : La Fugue (Night Moves) d'Arthur Penn
- 1976 : Missouri Breaks d'Arthur Penn
- 1981 : Reds de Warren Beatty
- 1985 : The Breakfast Club de John Hughes
- 1990 : Henry et June de Philip Kaufman
- 1991 : La Famille Addams de Barry Sonnenfeld
- 2000 : Wonder Boys de Curtis Hanson
- 2007 : Have Dreams, Will Travel de Brad Isaacs

## Distinctions
- 1976 – Un après-midi de chien Academy Award Best Editing
- 1982 – Reds Academy Award Best Editing (comonteur Craig McKay)
- 2001 – Wonder Boys Academy Award Best Editing